# Guvernoratul Gafsa
Guvernoratul Gafsa este una dintre cele 24 unități administrativ-teritoriale de gradul I ale Tunisiei.